# Gawler Ranges
Gawler Ranges är en bergskedja i Australien. Den ligger i delstaten South Australia, omkring 430 kilometer nordväst om delstatshuvudstaden Adelaide.
Gawler Ranges sträcker sig 137 km i nord-sydlig riktning. Den högsta toppen är Mount Fairview, 455 meter över havet.
Topografiskt ingår följande toppar i Gawler Ranges:
- Mount Allalone
- Mount Double
- Mount Fairview
- Mount Friday
- Mount Granite
- Mount Hiltaba
- Mount Nott
- Mount Pollard
- Mount Pyramid
- Mount Saint Mungo
- Mount Yardea

Omgivningarna runt Gawler Ranges är i huvudsak ett öppet busklandskap. Trakten runt Gawler Ranges är nära nog obefolkad, med mindre än två invånare per kvadratkilometer. Genomsnittlig årsnederbörd är 383 millimeter. Den regnigaste månaden är juni, med i genomsnitt 70 mm nederbörd, och den torraste är december, med 8 mm nederbörd.